# ویکتور آندریف
ویکتور آندریف (استونیایی: Viktor Andrejev؛ زادهٔ ۲۱ نوامبر ۱۹۴۸) سیاستمدار و نماینده سابق اهل استونی است.